# Dubiraphia vittata
Dubiraphia vittata là một loài bọ cánh cứng trong họ Elmidae. Loài này được Melsheimer miêu tả khoa học năm 1844.